# Saša Bjelanović
Saša Bjelanović est un footballeur international croate né le 11 juin 1979 à Zadar. 
Il a été sélectionné une fois en équipe de Croatie.
Ses principaux atouts sont son jeu de tête et sa puissance de frappe.[réf. nécessaire]

## Carrière
- 1996-1999 : NK Zadar  Croatie
- 1999-déc. 1999 : Istra Pula  Croatie
- jan. 2000-2000 : Dinamo Zagreb  Croatie
- 2000-2002 : Varteks Varaždin  Croatie
- 2002-jan. 2003 : Calcio Côme  Italie
  - jan. 2003-2003 : Chievo Vérone  Italie (prêt)
  - 2003-août 2003 : AC Pérouse  Italie (prêt)
- sept. 2003-2005 : Genoa CFC  Italie
  - 2004-2005 : US Lecce  Italie (prêt)
- 2005-2007 : Ascoli Calcio  Italie
- 2007-2008 : Torino FC  Italie
  - 2008-2009 : Vicence Calcio  Italie (prêt)
- 2009-2010 : Vicence Calcio  Italie
- 2010-jan. 2011 : CFR Cluj  Roumanie
- jan. 2011-2011 : Atalanta Bergame  Italie
- 2011-2012 : Hellas Vérone  Italie
- 2012-2013 : CFR Cluj  Roumanie[2]
- 2013-2014 : AS Varèse  Italie
- 2014-déc. 2014 : ACR Messine  Italie
- jan. 2015-2015 : Pordenone Calcio  Italie